# Elvis Banyihwabe
Elvis Banyihwabe (Bujumbura, 15 aprile 1983) è un ex calciatore burundese, di ruolo centrocampista.

## Carriera

### Club
Nel 2001, all'età di 18 anni, si trasferisce nei Paesi Bassi per fuggire dalla guerra civile nel suo Paese di origine. Nella stagione 2006-2007 gioca nel Veendam, club della seconda divisione olandese. Anche nelle stagioni successive continua a giocare nel campionato olandese, senza mai andare oltre la seconda divisione, fino al 2012, anno in cui si trasferisce in Inghilterra, dove gioca per altri due anni in vari club dilettantistici.

### Nazionale
Esordisce in nazionale il 25 marzo 2007 nella partita di qualificazione ai Mondiali del 2010 persa per 1-0 sul campo del Botswana; il 3 giugno dello stesso anno gioca la sua seconda ed ultima partita in nazionale: si tratta della vittoria per 1-0 (sempre contro il Botswana) in una partita di qualificazione ai Mondiali.